# Szachtarśk (batalion)
Batalion służby patrolowej milicji specjalnego przeznaczenia „Szachtarśk” (ukr. Батальйон патрульної служби міліції особливого призначення «Шахтарськ») – jednostka Specjalnych Pododdziałów Ochrony Porządku Publicznego na Ukrainie powstała po wybuchu wojny w Donbasie. Została rozwiązana po udowodnieniu jej żołnierzom przypadków grabieży w strefie ATO.

## Historia
Batalion został sformowany w czerwcu 2014 roku i według zastępcy jego dowódcy, Rusłana Onyszczenki (byłego kryminalisty), złożony on był z „ochotników z obwodów donieckiego i ługańskiego, którzy od dawna walczą z rosyjskim zagrożeniem”. Jego nazwa wzięła się od miasta leżącego ok. 60 km na wschód od Doniecka. Według niektórych doniesień w procesie tworzenia batalionu (i kilku podobnych oddziałów, jak „Azow” czy „Donbas”) duży udział miał oligarcha Ihor Kołomojski.
Dowódcą batalionu mianowano Andrija Fiłonenko, który posiadał doświadczenie bojowe z walk o Mariupol. Wcześniej organizował batalion „Ukraina”. Członkowie „Szachtarśka” przeszli miesięczne szkolenie wojskowe w Dniepropietrowsku (dziś Dniepr) zakończone przysięgą w lipcu. Na ten miesiąc przypada prawdopodobne przetransportowanie żołnierzy do strefy walk.
Na początku sierpnia wziął udział w bitwie pod Dokuczajewskiem, gdzie w wyniku ostrzału snajpera Donieckiej Republiki Ludowej stracił dwóch ludzi. Kolejnych dwóch poległo w trakcie wypełniania obowiązków służbowych w Marjince.
W kolejnych dniach batalion został skierowany do Iłowajśka, gdzie toczyły się krwawe bitwy z bojownikami DRL. W trakcie walk, 19 sierpnia, stracił on 3 żołnierzy. Trudna sytuacja na froncie sprawiła, że jednostka wraz z Pułkiem „Azow” została wycofana z miasta i skierowana do obrony Mariupola. Zdaniem jednego z dowódców, gdyby nie ten ruch, to wkrótce oba miasta znalazłyby się pod kontrolą separatystów.
We wrześniu minister spraw wewnętrznych Ukrainy Arsen Awakow podjął decyzję o rozwiązaniu batalionu pod zarzutem grabieży, jakich dopuścić miało się 50 żołnierzy jednostki w mieście Wołnowacha i innych miejscowościach, jednak żołnierze „Szachtarśka” odmówili podporządkowania się rozkazom. Ostatecznie jednostkę udało się rozwiązać w październiku. Jej bojownicy przeszli do jednostek „Święta Maria” i „Tornada”. Uczestniczący w jego tworzeniu Dmytro Linko wybrał jednak politykę i dostał się do Rady Najwyższej z list Partii Radykalnej Ołeha Laszki.